# Championnats d'Afrique d'aviron 1995
Navigation
Édition précédente Édition suivante
Les championnats d'Afrique d'aviron 1995, deuxième  édition des championnats d'Afrique d'aviron, ont lieu en mars 1995 en Afrique du Sud. Trois nations participent à la compétition : l'Afrique du Sud, l'Égypte et le Zimbabwe.

## Médaillés seniors
Parmi les médaillés, on compte :
- Ali Ibrahim (EGY), médaillé d'or en skiff ;
- Ali Ibrahim et Mamdouh Mohamed Ashour (EGY), médaillés d'or en deux de couple ;
- Abdel Mohsen Ibrahim et Hamdy ElKot (EGY), médaillés d'argent en deux sans barreur ;
- Emira Abdo Masaoud, Mohamed Abdel Khalek, Tarek Hamed Mohamed, Kamal Hassan Mohamed et Ismail Megahed Ismail (EGY), médaillés d'argent en quatre avec barreur;
- Fathy Saleh Mahmoud, Shams Ahmed Hamed, Emira Abdo Masoud, Mohamed Abdel Khalek, Tarek Hamed Mohamed, Mohamed Drbala, Sherif Bahgat, Kamal Hassan Mohamed et Ismail Megahed Ismail (EGY), médaillés d'or en huit.

## Médaillés juniors
Parmi les médaillés, on compte :
- Karim Makhlouf et Marwan Mohamed Raafat (EGY), médaillés d'argent en deux de couple ;
- Abou Bakr Makhlouf, Mohamed Bahgat, ElSayed Lotfy, Emad Gomaa et Mohamed Nabil Salem (EGY), médaillés d'or en quatre avec barreur.